# Eudendriidae
Eudendriidae Agassiz, 1862 è una famiglia di Hydrozoa, inserita nel sottordine Filifera Kühn, 1913.

## Generi
- Eudendrium (  Ehrenberg, 1834)
- Myrionema (  Pictet, 1893)